# Aloe kniphofioides
Aloe kniphofioides ist eine Pflanzenart der Gattung der Aloen in der Unterfamilie der Affodillgewächse (Asphodeloideae). Das Artepitheton kniphofioides leitet sich vom Namen der Gattung Kniphofia sowie vom griechischen Wort -oides für ‚-ähnlich‘ ab.

## Beschreibung

### Vegetative Merkmale
Aloe kniphofioides wächst stammlos und einfach mit einer eiförmigen, zwiebelartigen, unterirdischen Schwellung von 6 bis 8 Zentimeter Länge und 5 bis 6 Zentimeter Breite. Die Wurzeln sind spindelförmig. Die etwa 20 linealischen Laubblätter sind vielreihig angeordnet. Die grüne Blattspreite ist 20 bis 30 Zentimeter lang und 6 bis 7 Millimeter breit. Zähne am Blattrand fehlen oder sind winzig und weiß.

### Blütenstände und Blüten
Der einfache Blütenstand erreicht eine Länge von bis zu 55 Zentimeter. Die lockeren, zylindrischen Trauben sind 10 bis 15 Zentimeter lang und bestehen aus etwa zwölf bis 16 Blüten. Die eiförmig spitz zulaufenden Brakteen weisen eine Länge von bis zu 15 Millimeter auf. Die scharlachroten, grün gespitzten Blüten stehen an bis zu 15 Millimeter langen Blütenstielen. Die Blüten sind 35 bis 50 Millimeter lang und an ihrer Basis gerundet. Oberhalb des Fruchtknotens sind die Blüten nicht verengt. Ihre äußeren Perigonblätter sind auf einer Länge von 6 bis 8 Millimetern nicht miteinander verwachsen. Die Staubblätter und der Griffel ragen bis zu 1 Millimeter aus der Blüte heraus.

### Genetik
Die Chromosomenzahl beträgt {\displaystyle 2n=14}.

## Systematik und Verbreitung
Aloe kniphofioides ist in den südafrikanischen Provinzen Mpumalanga und KwaZulu-Natal sowie im Westen von Eswatini auf grasigen Hängen in einer Höhe von 300 bis 1800 Metern verbreitet.
Die Erstbeschreibung durch John Gilbert Baker wurde 1890 veröffentlicht.
Ein Synonym ist Aloe marshallii J.M.Wood & M.S.Evans (1897).

## Nachweise